# Jungshoved Slot
Junghoved Slot er et voldsted, der ligger på et næs umiddelbart syd for Jungshoved Kirke ud til Jungshoved Nor. Voldstedet er omkring 5 m højere end det omkringliggende landskab, og det består af en afrundet trekantet bogbanke, der er omgive af en voldgrav, og er beskyttet af en yderligere vold, der dækker øst, syd og vest.
Borgbanken er omkring 47 x 45 m, og den omkringliggende voldgrav er omkring 20 m bred. Ydervolden er blev fjernet mere eller mindre, men de højeste dele er ca. 2,5 m høj.

## Historie
Stedet nævnes første gang i Kong Valdemars Jordebog i 1231 sammen med kirken, men det antages, at den blev opført ca. 100 år tidligere Mod nord blev borgens forsvarsværker forstærket mod nord i 1300-tallet med en ydre voldgrav og palisade eller pælespærring.
I 1628 lå der et forfaldent bygningsanlæg på borgbanken. I 1649 berettes om 3 bindingsværkslænger i to etager. Der var det nye hus, som rummede kongens værelser, den anden kaldtes gamle hus og havde fruestuen, to karnapper, et trappetårn med spir, mens det tredje var et gammelt hus med bryggers og nogle kamre. Et fjerde hus rummede ladefogedens kammer.
Under Karl Gustav-krigene (1657-1660) blev stedet hærget af svenskerne, og alt jern og træværk blev stjålet.
I 1999 blev der udført en mindre arkæologisk udgravning med søgegrøfter på borgbanken af Nationalmuseet, hvor man fandt to byggefaser; én fra opførslen og én fra omkring år 1500.
Jungshoved blev solgt i 1762 af Frederik 5. til Henrik Adam Brockenhuus, hvor den blev sammen med Stampenborg Gods. Slottet blev brugt som stenbrud og byggematerialerne blev genbrugt i byggerier andre steder, herunder barakkerne og stalde på Prins Jørgens Palæ i Vordingborg.

### Populærkultur
I Carit Etlars roman Gøngehøvdingen fra 1853 foregår flere kapitler på og omkring Jungshoved Slot i 1657. Carit Etlar indleder med at fortælle, at slottet "ifølge sagnet skal være anlagt af sørøveren Joffne, efter hvem den også blev kaldt for Joffneshoved, senere Jungshoved. Dette sagns troværdighed synes at bekræfte sig ved den rå og plumpe stil, hvori slottet var bygget, ved de små aflange vinduer, smalle døre og skydehuller i de massive mure, endelig ved befæstningen med grave og volde, som omgav borgen på tre sider." Denne beskrivelse og Poul Steffensens senere illustrationer må dog primært opfattes som fantasi, da virkelighedens Jungshoved som nævnt bestod af bindingsværksbygninger.
Romanen beskriver efterfølgende kong Frederik 3. og dronning Sophie Amalies besøg på besøg på slottet. Her er der aftenselskab med adelsfolk, og gøngehøvdingen Svend Poulsen opsøger kongen her. Om morgenen i slotsgården gør dronningen tateren Ib til en ærlig mand, efter at han har reddet hende under en jagt i skovene dagen før. Senere i romanen, hvor slottet er blevet besat, narrer Svend Poulsen den svenske kaptajn Kernbok ud af det. Senere igen smider Ib Abelsøn købmanden Espen Naas i voldgraven for at hindre ham i at angive Svend Poulsen. Men bagefter tager andre svenskere Svend Poulsen til fange og tager ham til slottet. Her bliver han bundet til en mur for at blive skudt. Men Ib Abelsøn sætter ild til nogle halmbarakker, svenskerne har bygget for at få plads til soldaterne. Mens de andre gønger angriber slottet i forvirringen, befrier Ib Abelsøn så Svend Poulsen. Efter krigen vender Svend Poulsen tilbage til Jungshoved men opdager, at Julie Parsberg der ikke længere elsker ham. Ib Abelsøn opsøger hende derefter på slottet for at tale hans sag men uden held.
Romanen blev filmatiseret i 1961. Til brug for de udendørs scener på Jungshoved Slot blev der opsat kulisser med det hos Flamingo Films studio i Nærum. I Orla Klausens tegneserie efter romanen fra 1989-1990 er der også gengivet flere scener på slottet. Det samme gælder tv-serien Gøngehøvdingen fra 1992.

## Lensmænd
- Otto von Budelsbach (1364-1371)
- Niels Banner (1651-1654)